# Liste des ambassadeurs de Chine en Syrie
Cet article est une liste des ambassadeurs de Chine en Syrie.
| Agrément ou accréditation diplomatique | Ambassadeur                                                 | Fin de mandat |
| -------------------------------------- | ----------------------------------------------------------- | ------------- |
| 1956                                   | Chen Zhifang                                                | 1958          |
| 1962                                   | Xu Yixin                                                    | 1965          |
| 1966                                   | Chen Tan                                                    | 1967          |
| 1969                                   | Qin Jialin                                                  | 1974          |
| 1974                                   | Cao Keqiang                                                 | 1979          |
| 1979                                   | Lu Weizhao                                                  | 1983          |
| 1983                                   | Lin Zhaonan                                                 | 1986          |
| 1986                                   | Wang Changyi                                                | 1989          |
| 1988                                   | Zhang Zhen                                                  | 1993          |
| 1992                                   | Li Qingyu                                                   | 1995          |
| 1995                                   | Wu Minmin                                                   | 1999          |
| 1999                                   | Shi Yanchun                                                 | 2002          |
| 2002                                   | Zhou Xiuhua (diplomate de la république populaire de Chine) | 2007          |
| 2007                                   | Li Huaxin                                                   | 2011          |
| 2011                                   | Zhang Xun (diplomate)                                       | 2014          |
| 2014                                   | Wang Kejian                                                 | 2016          |
| 2016                                   | Qi Qianjin                                                  |               |